# La Vengeance aux deux visages (série télévisée)
Pour l’article homonyme, voir La Vengeance aux deux visages.
La Vengeance aux deux visages ou Éden au Québec (Return to Eden) est un ensemble de feuilletons télévisés australiens de Karen Arthur et Kevin James Dobsons, composé d'une mini-série en trois épisodes de 90 minutes diffusée à partir du 27 septembre 1983, et d'une série de 22 épisodes de 45 minutes diffusée à partir du 11 février 1986 sur la chaîne Network Ten.

## Synopsis

### La mini-série (1983)
Riche héritière à la beauté très fade, Stéphanie Harper s'éprend d'un joueur de tennis plus jeune qu'elle de sept ans, Greg Marsden. Elle l'épouse mais cette union n'est pas du tout du goût de ses enfants, Sarah et Dennis, qu'elle a eu de ses deux premiers maris, ni de Bill McMaster (directeur général de la société minière Harper Mining Company, fondée par le père de Stéphanie) qui voient en Greg ce qu'il est vraiment : un playboy calculateur et profiteur. Après un mariage de faste à Sydney, les nouveaux époux décident de partir quelques jours en voyages de noces à Eden, une propriété que les Harper possèdent dans le bush australien. Avec l'accord de sa femme, Greg invite Jilly, la meilleure amie de Stéphanie et sa maîtresse depuis plusieurs mois, à passer une partie du séjour avec eux. Le play-boy convainc sa femme et Jilly de l'accompagner à une chasse aux crocodiles dans les marais. Prétexte pour éliminer l'épouse riche et gênante.
Jetée en pâture aux crocodiles et laissée pour morte, Stéphanie survit mais se retrouve défigurée. Sauvée par miracle par un vieil ermite, Dave Welles, elle fait la connaissance d'un célèbre chirurgien esthétique, le docteur Dan Marshall, qui lui remodèle le visage. Devenue une magnifique jeune femme, elle exerce la profession de mannequin sous le nom de Tara Welles. Lors d'un défilé, elle « rencontre » Greg Marsden et ne met guère de temps à le séduire. Il ignore alors qu'elle fomente une terrible vengeance.

### La série (1986)
Sept ans après les événements dramatiques qui ont mené Greg Marsden à la mort, Stéphanie semble avoir enfin trouvé le bonheur avec Dan Marshall. C'est à ce moment précis que Jake Sanders, le demi-frère de Greg, débarque à Sydney pour assouvir sa vengeance en provoquant la ruine de Stéphanie. Il est aidé dans sa tâche par Jilly, fraîchement sortie de prison qui joue le double jeu de l'amie fidèle et de la femme jalouse, aigrie et prête à toutes les traîtrises pour évincer Stéphanie… C'est alors que les deux jeunes femmes découvrent un lien de parenté méconnu jusqu'alors : Max Harper, le père de Stéphanie, se trouve être également celui de Jilly. Il a en effet eu une aventure avec la mère de Jilly, les deux rivales sont donc demi-sœurs. Dennis et Sarah, les enfants de Stéphanie, ont grandi. Bill McMaster fait toujours partie de la minière Harpers. Jilly retrouve son ex-mari Phillip ; en découvrant les machinations de son ex-femme contre Stéphanie, celui-ci se suicide. Jilly tombe amoureuse de Jack Sanders, tandis que celui-ci tombe fou amoureux de Stéphanie et a du mal à cacher son attirance.

## Fiche technique
- Titre original : Return to Eden
- Titre français : La Vengeance aux deux visages
- Réalisation : Karen Arthur et Kevin James Dobsons
- Scénario : Michael Laurence
- Direction artistique : Steve Amezdroz
- Décors : Owen Williams
- Costumes : Robyn Richards
- Photographie : Dean Semler
- Montage : David Huggett
- Musique originale : Brian May
- Production : Michael Laurence, Hal McElroy et Tim Sanders
- Société de production : Hanna-Barbera Australia, McElroy & McElroy
- Société de distribution : Worldvision Enterprises
- Pays :  Australie
- Langue : anglais
- Format : Couleurs - 35 mm
- Dates de diffusion :
  -  Australie : 27 septembre 1983
  -  France : 3 mai 1986

## Distribution
- Rebecca Gilling (VF : Martine Messager puis Anne Rochant) : Stephanie Harper / Tara Welles
- James Smillie (VF : Bernard Tiphaine puis Yves Barsacq) : Dan Marshall
- Peter Gwynne (en) (VF : Yves Brainville puis Jean Michaud) : Bill McMaster
- John Lee (VF : Hubert Noël, Michel Beaune puis Serge Bourrier) : Philip Stewart

### La mini-série (1983)
- James Reyne (VF : Jean-Luc Kayser) : Greg Marsden
- Wendy Hughes (VF : Annie Balestra) : Jilly Stewart
- Olivia Hamnett (en) (VF : Jacqueline Cohen) : Joanna Randall
- Patricia Kennedy (en) (VF : Paule Emanuele) : Kathy Basklain
- Bill Kerr (VF : René Bériard) : Dave Welles
- Chris Haywood (VF : Jean Barney) : Jason Peebles
- Jayson Duncan (VF : Jackie Berger) : Dennis Harper
- Nicole Pyner (VF : Martine Reigner) : Sarah Harper
- Ken Goodlet (VF : Yves Barsacq) : Sandy Dell
- Harry Jervis (VF : Hervé Jolly) : sergent Tim Gully
- Cedric Myers (VF : Jean Michaud) : Max Harper
- Sheila Kennelly (en) (VF : Monique Thierry) : Lissie
- Jennifer Nairn-Smith (en) (VF : Dorothée Jemma) : Lisa

### La série (1986)
- Peta Toppano (en) (VF : Francine Lainé) : Jilly Stewart
- Warren Blondell (VF : Julien Thomast) : Tom Mc Master
- Daniel Abineri (en) (VF : Joël Martineau) : Jake Sanders
- Peter Cousens (en) (VF : Patrice Dozier puis Vincent Ropion) : Dennis Harper
- Megan Williams (en) (VF : Ysabelle Lacamp puis Denise Metmer) : Cassie Jones
- Nicki Paull (en) (VF : Marie-Martine Bisson) : Sarah Harper
- Angelo D'Angelo (VF : Éric Legrand puis Éric Etcheverry) : Angelo Vitale
- Rod Anderson (VF : Marcel Jemma) : Anton Parker
- Wendy Playfair (en) (VF : Paula Dehelly) : Rena McMaster
- Keith Aberdein (VF : Serge Bourrier) : Johnno Ryan
- Saskia Post (en) (VF : Laurence Crouzet) : Jessica Stewart
- Ann Brisk : Hilary
- Suzanne Roylance (VF : Lily Baron) : Olive Down
- Robin Ramsay (en) (VF : Joseph Falcucci) : sheik Ahmal
- Graham Harvey (en) (VF : Patrick Laval) : Chris
- Tamasin Ramsay (en) : Princess Talitha

## Épisodes
Les épisodes de la série n'ont pas de titre, numérotés de 1 à 22.

## Diffusion
En France, la mini-série a été diffusée du 3 mai 1986 au 17 mai 1986 sur La Cinq. En 1989, TF1 rediffuse la mini-série de 1983 à partir du 5 juillet 1989 et programme à la suite la série inédite de 1986. Les 22 épisodes de 45 minutes, sont remontés et diffusés en 11 téléfilms de 90 minutes. Par la suite les chaînes du groupe M6 conserveront les droits de la mini-série en trois épisodes. Et TF1, les droits des 22 épisodes suivants. La mini-série en trois épisodes est rediffusée sur Téva en septembre 2019, puis le 28 avril 2020 et en février 2022 sur 6ter. Au Québec, la série a été diffusée à partir du 2 septembre 1986 sur le réseau TVA.

## Produits dérivés
- 1984 : Return to Eden, roman de Rosalind Miles, édité en France aux Presses de la Renaissance (1987) sous le titre Eden : La Vengeance aux deux visages, traduit de l'anglais par Jacqueline Huet ;
- 1986 : Bitter Legacy, roman de Rosalind Miles, édité en France aux Presses de la Renaissance (1987) sous le titre Eden : Les Héritiers, traduit de l'anglais par Jacqueline Huet
- 1995 à 2000 : plusieurs séries de VHS sortent dans le commerce éditées tour à tour par Scherzo, CIC et les éditions du 7e art (épisodes de la série de 1986 uniquement)
- 6 mai 2010 : coffret 2 DVD La Vengeance aux deux visages, édité par Koba Films qui reprend les téléfilms de 1983.
- 4 mai 2011 : coffret 6 DVD La Vengeance aux deux visages, la série, édité par Koba Films qui reprend la série en 22 épisodes de 1986.
- 5 octobre 2011 : coffret 8 DVD La Vengeance aux deux visages, l'intégrale, édité par Koba Films qui reprend les téléfilms de 1983 & la série de 1986.